# Disonycha pensylvanica
Disonycha pensylvanica es una especie de escarabajo del género Disonycha, familia Chrysomelidae. Fue descrita científicamente por Illiger en 1807.
Habita en México, Canadá y América Central y del Norte (Quebec, Texas, Florida, Dakota del Sur). Esta especie pasa la mayor parte de su tiempo en hábitats acuáticos y tiene actividad entre mayo y agosto.
La cabeza de Disonycha pensylvanica es prácticamente negra, con el pronoto rojizo y los élitros presentan bandas claras y oscuras (las blancas son más delgadas que las negras). La longitud del cuerpo es de 5-6,5 mm.

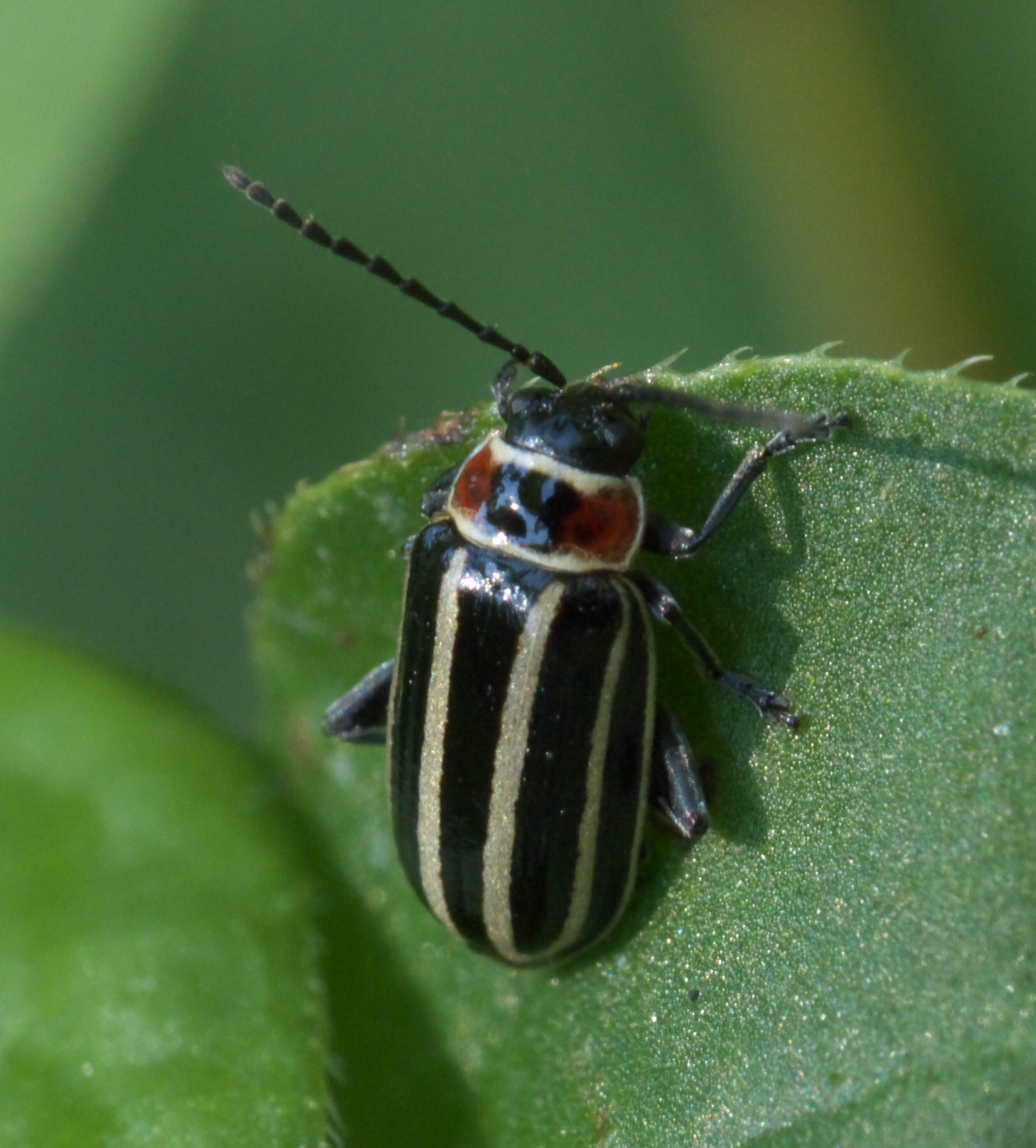
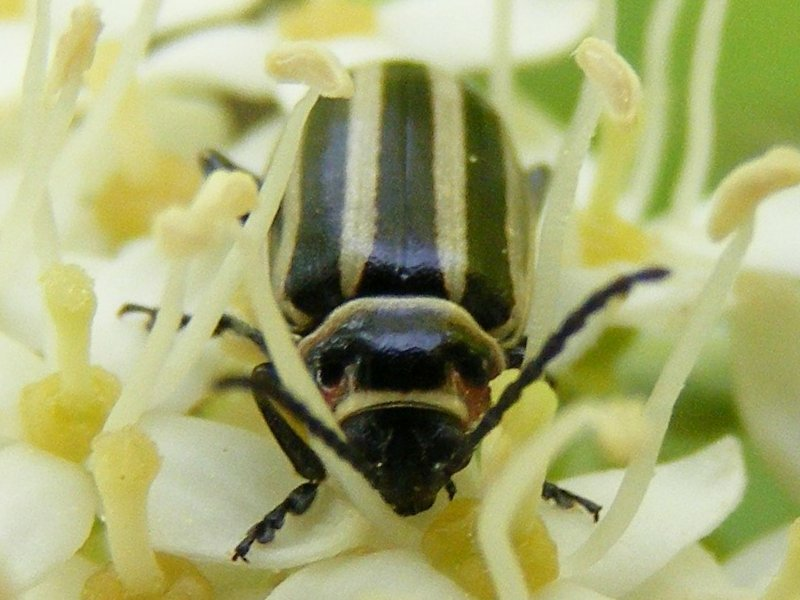
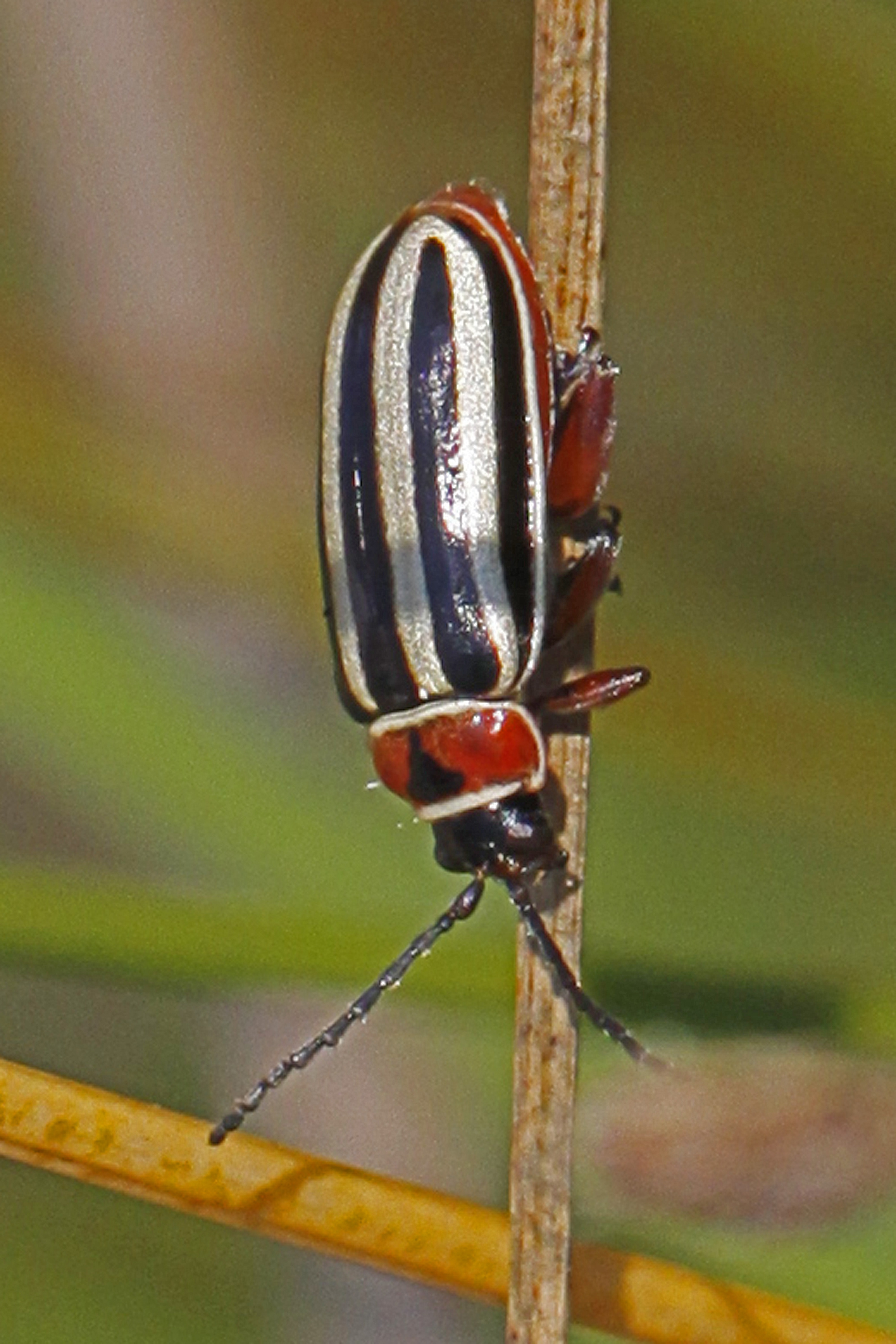